# 8799 Barnouin
8799 Barnouin eller 1981 ER25 är en asteroid i huvudbältet som upptäcktes den 2 mars 1981 av den amerikanska astronomen Schelte J. Bus vid Siding Spring-observatoriet. Den är uppkallad efter Olivier Barnouin.
Asteroiden har en diameter på ungefär 3 kilometer.